# Joseph Pulitzer
Pour les articles homonymes, voir Politzer.
Dans le nom hongrois Politzer József, le nom de famille précède le prénom, mais cet article utilise l’ordre habituel en français József Politzer, où le prénom précède le nom.
Joseph Pulitzer, né József Politzer le 10 avril 1847 à Makó en Hongrie et mort le 29 octobre 1911 à Charleston en Caroline du Sud, est un journaliste américain d'origine hongroise qui a donné son nom au prix Pulitzer. Il fut « le précurseur du journalisme d'investigation ». 
Fondateur du quotidien New York World, il inspire d'autres qui, comme lui, Scripps ou Hearst, ont construit des empires de presse sur ce concept.

## Biographie
Son père, Fülöp Pulitzer, était un marchand de semences juif hongrois.
Après la mort de Fülöp, la famille s'appauvrit et Joseph émigre aux États-Unis en 1864. Il arrive à Boston à 17 ans, son passage étant payé par des recruteurs militaires du Massachusetts à la recherche de recrues pour la guerre de Sécession. Il s'engage dans le 1er régiment de cavalerie des volontaires de New York (en), dite Cavalerie de Lincoln, compagnie L, au sein de laquelle il sert pendant 8 mois.
Après la guerre, il s'installe sans le sou à Saint-Louis dans le Missouri. Il enchaîne des petits boulots sans les conserver, jusqu'au jour où il est victime d'une arnaque collective de la part d'une personne qui promettait des emplois dans une plantation. Son récit de sa mésaventure est publié par le journal local, le Westliche Post, où ses talents d'écriture le font remarquer et lui gagnent l'appui de deux avocats voisins. Ceux-ci aideront Joseph à trouver un emploi à l'Atlantic and Pacific Railroad permettant au jeune immigré d'étudier le droit en fin de journée pour rejoindre leur cabinet en 1868, avant qu'une place de journaliste lui soit proposée au Westliche Post.
Entre-temps, Joseph s'est fait naturaliser américain, le 6 mars 1867.
Au Westliche Post, Joseph travaille dur et se fait une réputation, ainsi que dans la sphère politique : il rejoint le parti républicain, avec un succès fulgurant qui lui permet de rejoindre la législature d'État du Missouri dès le début de l'année 1870 alors qu'à moins de 23 ans il n'a pas encore l'âge légal requis pour le poste (25 ans).
Joseph Pulitzer devient actionnaire depuis 1879 du Saint-Louis Post-Dispatch, résultat de la fusion de deux des quotidiens de la ville, après avoir acquis des parts d'un autre journal en 1872 et les avoir revendues en 1873. Il devient le concurrent direct de Edward Willis Scripps (1854-1926) lorsque celui-ci lance dans sa ville en 1880 le Saint-Louis Chronicle. Il fonde ensuite la Pulitzer Publishing Association, avec qui il rejoint l'Associated Press en 1893 et obtient que le journal de Scripps soit tenu à l'écart par l'Associated Press, en faisant jouer ses alliés de la Pulitzer Publishing Association. Dans la foulée, l'Associated Press obtient en 1897 la liquidation de la United Press (association), ce qui oblige Edward Willis Scripps à fonder sa propre agence télégraphique, mais sur la côte pacifique.
Cette exclusion du Saint-Louis Chronicle joue un rôle capital dans l'histoire de l'Associated Press, en lançant une série de contentieux devant les tribunaux qui se soldent par l'Arrêt Inter Ocean Publishing contre Associated Press, pris par la cour suprême de l'Illinois, une jurisprudence interdisant à une agence de presse de faire le tri entre ses adhérents.
Il rachète entre-temps le New York World, fortement déficitaire, au multimillionnaire Jay Gould en 1883, ce qui fera de lui le concurrent direct de William Randolph Hearst. Lorsque ce dernier rachète en 1895 le quotidien rival New York Journal des mains de son frère Albert Pulitzer, une guerre commerciale les oppose. Grâce à leur art consommé du scandale, les deux hommes développèrent le journalisme jaune, sorte de presse à sensation à publicité tapageuse. Pulitzer utilisa ce journal afin de récupérer, à travers tous les États-Unis, les fonds permettant de construire la base de la statue de la Liberté.
En 1904, il crée le prix Pulitzer, un très prestigieux prix littéraire, attribué annuellement depuis 1917 (récompensant des œuvres dans les domaines du journalisme, de la littérature et de la musique classique, parmi des personnalités uniquement américaines).
Son fils aîné Ralph Pulitzer reprend la gestion de son empire de presse après son décès en octobre 1911.

« Il n’est pas un crime, pas un truc, pas un sale coup, pas une escroquerie, pas un vice qui ne perdure sans le secret qui l’entoure. Exposez ces faits au grand jour, décrivez-les, attaquez-les, ridiculisez-les dans la presse et tôt ou tard l’opinion publique les chassera. La publicité n’est peut-être pas la seule chose nécessaire mais c’est une chose sans laquelle toutes les autres démarches resteront vaines »

— Joseph Pulitzer

## Mariage et vie familiale
Ses deux parents étaient juifs mais, selon Matthew Goodman, « lui-même n’était pas pratiquant et il n’a jamais cherché à rectifier l’information très répandue selon laquelle sa mère aurait été catholique ». En 1878, à l'âge de 31 ans, Pulitzer épouse Katherine « Kate » Davis (1853-1927), une femme intelligente et charitable, appartenant à une classe sociale élevée et issue d'une riche famille de planteurs du Mississippi, qui possédait des esclaves avant la guerre de Sécession. Elle a cinq ans de moins que lui et est une cousine éloignée de Jefferson Davis, ancien président des États confédérés d'Amérique. Leur mariage a lieu dans le cadre de l’Église épiscopale des États-Unis à l'église de l'Épiphanie de Washington .
Il est inhumé au cimetière de Woodlawn dans le Bronx[réf. nécessaire].